# توني مونيوث
توني مونيوث (بالإسبانية: Antoni Muñoz i Llompart)‏ هو لاعب كرة قدم إسباني، ولد في 13 أغسطس 1982 في ماناكور في إسبانيا. لعب مع ريال مايوركا ب وريال مايوركا وفالنسيا ميستايا ولوغرونيس ونادي لاريسا ونادي ماتارو ونادي نوفيلدا.

## وصلات خارجية
- توني مونيوث على موقع قاعدة بيانات كرة القدم.إي يو (الإنجليزية)